# Мидраш Рабба
Мидраш Рабба — в иудаизме именование великих («рабба») мидрашей (евр. мн. ч. «мидрашим», ветхозаветные трактаты), крупных аггадических (о морали) трактатов, в отличие от малых мидрашей. Их также именуют  раббот (евр. мн. ч. от «рабба»). Всего существует 10 книг «Мидраш Рабба» (великих мидрашей): пять мидрашей к Торе (пяти книгам Моисеевым), и пять мидрашей к писаниям.
Среди древнейших экзегетических мидрашей:
- «Берешит Рабба» — к Книге Бытия (по первому евр. слову «бе-реши́т»  —  «в начале»);
- «Эйха Рабба» — к Плачу Иеремии (по первому евр. слову «эйха́!» — «Как!»).

Среди гомилетических мидрашим:
- «Вайикра Рабба» — к Книге Левит (по первому евр. слову «ва-йикра́» — «и воззвал»);
- «Дварим Рабба» — к Второзаконию (по первому евр. слову «двари́м» — «слова»);
- «Бемидбар Рабба» — к Книге Чисел (по первому евр. слову «бе-мидба́р» — «в пустыне»);
- Шмот Рабба[англ.] — к Книге Исход (по первому евр. слову «шемот», совр. произн. «шмот»).

К экзегетическим мидрашим относятся также:
- «Шир га-Ширим Рабба» — к Песне Песней Соломона;
- Мидраш Руф (Рут Рабба[англ.]) — к книге Книге Руфь;
- «Кохелет Рабба» — к Книге Екклесиаста (евр. Кохелет);
- Мидраш Мегиллат Эстер, «мидраш свитка Эстер» («Эстер Рабба») — к Книге Есфирь (евр. Эстер).